# مایکون
مایکون دوگلاس سیسنادو (پرتغالی: Maicon Douglas Sisenando؛ زادهٔ ۲۶ ژوئیهٔ ۱۹۸۱) که با نام مایکون شناخته می‌شود، بازیکن فوتبال اهل برزیل است.
مایکون به‌عنوان یکی از بهترین مدافعان راست جهان، به ترتیب در تیم‌های کروزیرو، موناکو، اینتر میلان، منچسترسیتی و رم بازی کرده‌است.
بزرگترین افتخار باشگاهی مایکون قهرمانی با اینتر در لیگ قهرمانان اروپا و بزرگترین افتخارات ملیش قهرمانی در کوپا آمریکا و جام کنفدراسین‌ها بوده‌است. داگلاس مایکون بعد از چهار فصل بازی در کروزیرو برزیل و دو سال در موناکو فرانسه به اینتر پیوست. مایکون یکی از بهترین بازیکنان آن روزهای برزیل در سمت راست دفاع بود. حرکت‌های انفجاری مایکون در سمت راست مایکون را به دشمنی برای حریفان تبدیل کرده‌است. بزرگترین افتخار مایکون انتخابش به عنوان بهترین مدافع سال جهان است در سالی که در اینترمیلان یک سه‌گانه تاریخی را فتح کرده‌اند هر چند او یک سال بعد کم‌کم افت کرد و در تیم ملی برزیل جایش را به دنی آلوز داد.